# Saint-Michel-de-Rieufret
Saint-Michel-de-Rieufret è un comune francese di 543 abitanti situato nel dipartimento della Gironda nella regione della Nuova Aquitania.

## Società

### Evoluzione demografica
Abitanti censiti